# Sourdun
Sourdun település Franciaországban, Seine-et-Marne megyében. Lakosainak száma 1515 fő (2022. január 1.). Sourdun Le Mériot, Chalautre-la-Grande, Chalautre-la-Petite, Hermé, Léchelle, Melz-sur-Seine, Provins, Saint-Brice és Soisy-Bouy községekkel határos.

## Népesség
A település népessége az elmúlt években az alábbi módon változott:
| Lakosok száma | 1465 | 1487 | 1889 | 1484 | 1494 | 1504 | 1519 | 1517 | 1515 |
|               | 2013 | 2015 | 2016 | 2017 | 2018 | 2019 | 2020 | 2021 | 2022 |